# Змееголовник тимьяноцветковый
Змееголо́вник тимьяноцветко́вый, или Змееголо́вник тимьяноцве́тный (лат. Dracocephalum thymiflorum) — вид однолетних травянистых растений рода Змееголовник (Dracocephalum) семейства Яснотковые (Lamiaceae).

## Ботаническое описание
Короткоопушённое однолетнее растение высотой 10—60 см.
Стебель ветвистый или простой.
Нижние листья длинночерешковые, сердцевидно-овальные, крупногородчатые, средние — короткочерешковые, продолговато-ланцетные, городчато-пильчатые, верхние — сидячие, ланцетные.
Соцветие длинное, в нижней части расставленное, в верхней более плотное. Чашечка неясно двугубая, венчик маленький, длиной 7—9 мм, голубовато-лилового цвета, с более светлой нижней губой.
Цветёт с начала весны по середину лета.

## Классификация

### Таксономия
Dracocephalum thymiflorum L., 1753, Sp. Pl. : 596
Вид Змееголовник тимьяноцветковый относится к роду Змееголовник (Dracocephalum) семейства Яснотковые (Lamiaceae) порядка Ясноткоцветные (Lamiales), который последовательно входит в вышестоящие клады Ламииды → Астериды → Суперастериды → Эвдикоты → Цветковые растения. Таксономическая схема в соответствии с Системой APG IV по состоянию на декабрь 2023 года:
|  |                          |  |                                   |                                   |                      |  | еще 23 семейства | еще 23 семейства |                                   |  |  |  | еще 74 подтвержденных вида и 17 видов, ожидающий подтверждения |
|  |                          |  |                                   |                                   |                      |  | еще 23 семейства | еще 23 семейства |                                   |  |  |  | еще 74 подтвержденных вида и 17 видов, ожидающий подтверждения |
|  |                          |  |                                   | порядок Ясноткоцветные            |                      |  |                  |                  | род Змееголовник                  |  |  |  |                                                                |
|  |                          |  |                                   | порядок Ясноткоцветные            |                      |  |                  |                  | род Змееголовник                  |  |  |  |                                                                |
|  | клада Цветковые растения |  |                                   |                                   | семейство Яснотковые |  |                  |                  | вид Змееголовник тимьяноцветковый |  |  |  |                                                                |
|  | клада Цветковые растения |  |                                   |                                   | семейство Яснотковые |  |                  |                  |                                   |  |  |  |                                                                |
|  |                          |  | ещё 63 порядка цветковых растений | ещё 63 порядка цветковых растений |                      |  |                  | еще 267 родов    | еще 267 родов                     |  |  |  |                                                                |
|  |                          |  |                                   | ещё 63 порядка цветковых растений |                      |  |                  |                  | еще 267 родов                     |  |  |  |                                                                |

### Синонимы
- Dracocephalum thymifolium Houtt.
- Moldavica thymiflora Rydb.
- Ruyschiana thymifolia (L.) House
- Zornia parviflora Moench